# Calciatore sudamericano dell'anno 1977
Il premio di calciatore sudamericano dell'anno per il 1977 fu assegnato a Zico, calciatore brasiliano del Flamengo.

## Classifica
| Pos. | Calciatore       | Naz.      | Club          |
| ---- | ---------------- | --------- | ------------- |
| 1.   | Zico             | Brasile   | Flamengo      |
| 2.   | Rivelino         | Brasile   | Fluminense    |
| 3.   | Elías Figueroa   | Cile      | Palestino     |
| 4.   | Pelé             | Brasile   | N.Y. Cosmos   |
| 5.   | Ubaldo Fillol    | Argentina | River Plate   |
| 6.   | Ricardo Bochini  | Argentina | Independiente |
| 7.   | Teófilo Cubillas | Perù      | Alianza Lima  |
| 8.   | Hugo Gatti       | Argentina | Boca Juniors  |
| 9.   | Daniel Bertoni   | Argentina | Independiente |
| 10.  | René Houseman    | Argentina | Huracán       |